# To Potami
To Potami (Grieks: Το Ποτάμι, vertaald: De rivier) is een Griekse politieke partij.

## Geschiedenis
De partij is opgericht door de televisiepresentator Stavros Theodorakis, is sociaal liberaal en pro-EU.
To Potami deed voor het eerst mee met de verkiezingen voor het Europese parlement in 2014. Theodorakis stelde zichzelf toen geen kandidaat, omdat hij wilde deelnemen aan de Griekse parlementsverkiezingen in januari 2015. Bij de Europese verkiezingen kreeg de partij twee zetels en bij de landelijke verkiezingen van januari 2015 behaalde de partij 17 zetels.